# میلتون (پنسیلوانیا)
میلتون (به انگلیسی: Milton) یک منطقهٔ مسکونی در ایالات متحده آمریکا است که در شهرستان نورث‌آمبرلند، پنسیلوانیا واقع شده‌است. میلتون ۹٫۵۷ کیلومتر مربع مساحت و ۷٬۰۴۲ نفر جمعیت دارد و ۱۴۳٫۸۷ متر بالاتر از سطح دریا واقع شده‌است.